# Стара Миколаївська церква (Харків)

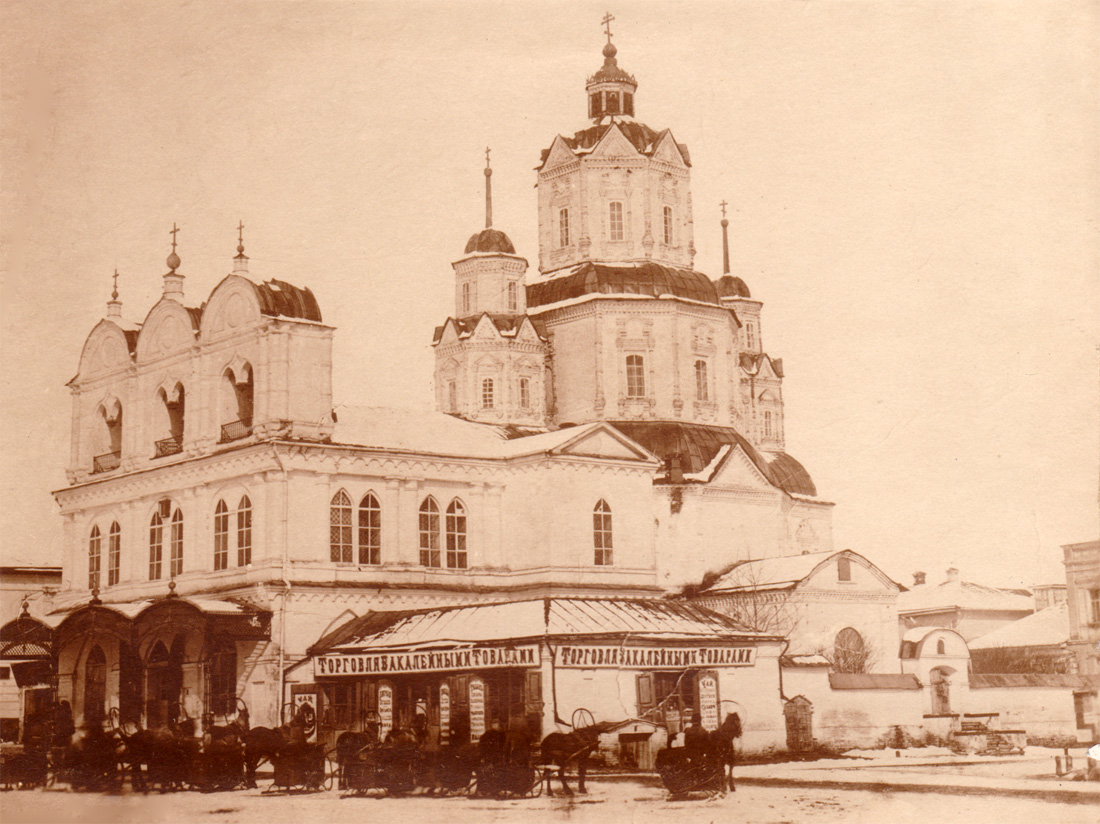
Загальний вигляд церкви

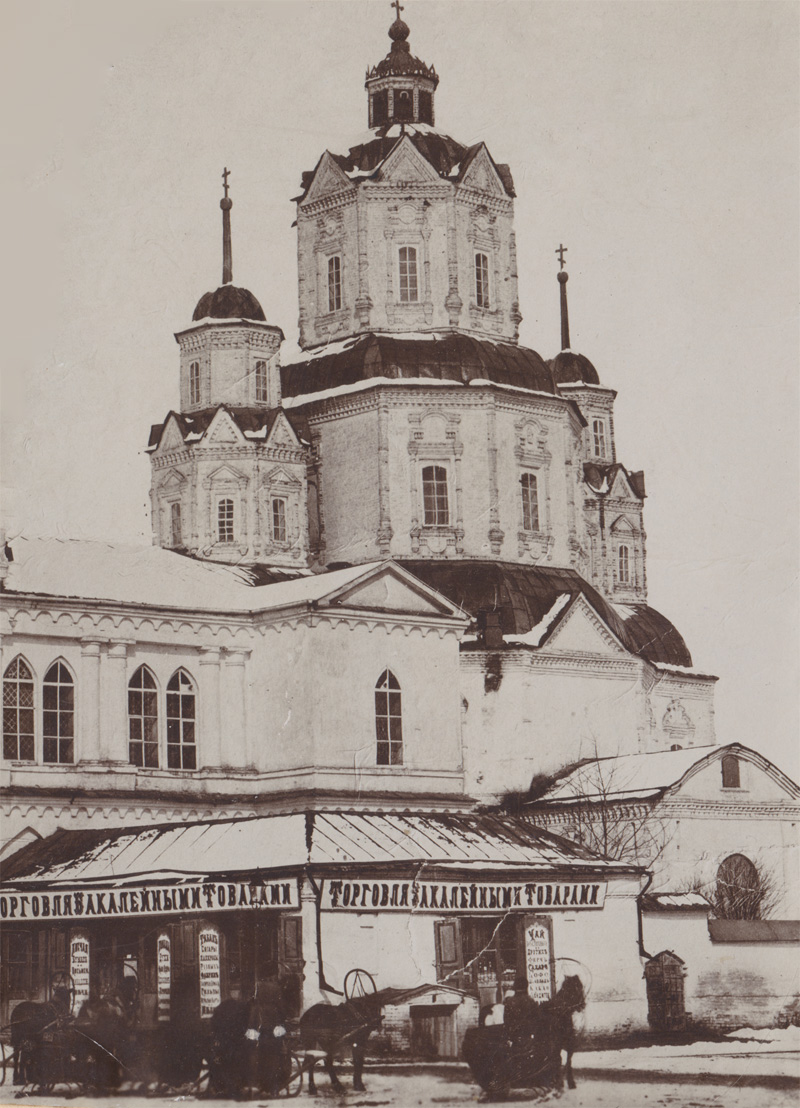
Загальний вигляд церкви

Миколаївська церква (стара) — православний мурований храм у місті Харкові, вирішений у формах з елементами козацького і наришкінського бароко. Збудована в 1764—1770 роках, зруйнована в 1886 році. Храм був дуже схожий на харківський Покровський собор, збудований 1689 року і збережений донині; імовірно саме його вказали як зразок майстрові Миколаївської церкви.
Мурована церква замість дерев'яної, яка згоріла 1733 року, була закладена на Миколаївському майдані в 1764, а освячена — в 1770 році. Вона була триверхою і тридільною, її план складався з центра — восьмигранника, вівтаря і бабинця — шестигранників. Усі дільниці церкви гранчасті, увінчані двозаломними восьмигранними верхами, причому кожен верх мав по два світлових восьмерика. Архітектурний декор фасадів — карнизи, перехоплені кільцями півколонки, віконні наличники тощо — ті ж самі, що і в Покровському соборі, виконані під впливом форм московської архітектури другої половини XVII століття. Бані, що вінчали верхи, як свідчить панорама Харкова 1787 року, за формами були близькі до бань Покровського собору, їх переробили під час добудови до церкви у 1833—1835 роках псевдоготичної трапезної: з'явилися трикутні фронтончики над кожною гранню восьмерика, плескаті форми бань і шпилі.
Церква була зруйнована 1886 року у зв'язку з будівництвом нового Миколаївського собору.